# Bisdom Liepāja
Het bisdom Liepāja (Latijn: Dioecesis Liepaiensis, Lets: Liepājas diecēze) is een in Letland gelegen rooms-katholiek bisdom met zetel in de stad Liepāja. Het bisdom behoort tot de kerkprovincie Riga en is, samen met de bisdommen Rēzekne-Aglona en Jelgava, suffragaan aan het aartsbisdom Riga.

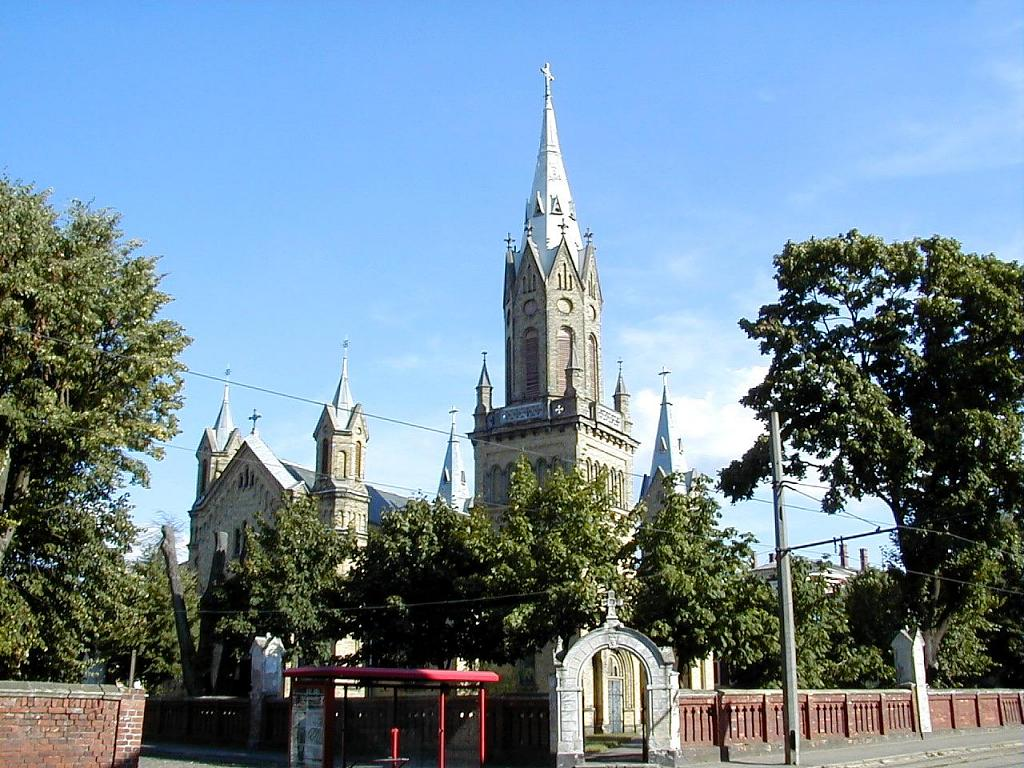
Kathedraal van Liepāja

Het bisdom werd opgericht op 8 mei 1937 door paus Pius XI met de bul Aeterna animarum salus. Het gebied behoorde daarvoor aan het aartsbisdom Riga. In 1995 werd een deel van het bisdom afgestaan voor de oprichting van het bisdom Jelgava. Het gebied beslaat de historische regio Koerland.

## Bisschoppen van Liepāja
- 1938–1965: Antonijs Urbšs

1965–1991:  sedisvacatie
- 1964–1990: Julijans Vaivods, Apostolisch administrator
- 1990–1991: Jānis Cakuls, Apostolisch administrator

- 1991–1995: Jānis Bulis, daarna bisschop van Rēzekne-Aglona
- 1995–2001: Ārvaldis Andrejs Brumanis
- 2001–2012: Vilhelms Lapelis OP
  - 2012–2013: Edvards Pavlovskis, Apostolisch administrator, Bisschop van Jelgava
- 2013–heden: Viktors Stulpins